# Rock 'n' Roll with Me
Rock 'n' Roll with Me è un brano musicale composto da David Bowie e Warren Peace, incluso nell'album di Bowie Diamond Dogs del 1974.

## Il brano
La canzone, presumibilmente, parla del complesso rapporto tra l'artista ed il suo pubblico. Una versione di Rock 'n' Roll with Me registrata durante il Diamond Dogs Tour venne pubblicata sull'album dal vivo David Live.
Mentre il brano Knock on Wood (estratto da David Live) era stato pubblicato su singolo in Gran Bretagna, Rock 'n' Roll With Me fu scelta per essere pubblicata su 45 giri negli Stati Uniti, in risposta alla recente cover della canzone da parte di Donovan. La B-side in entrambi i casi fu una registrazione live proveniente dal Diamond Dogs Tour della traccia Panic in Detroit, canzone originariamente sull'album Aladdin Sane (1973).
Come Rebel Rebel, il singolo principale estratto da Diamond Dogs, anche Rock 'n' Roll With Me fu concepita come parte del mai prodotto musical Ziggy Stardust del 1973. La canzone è stata descritta come "una delle canzoni d'amore meno consce di sé di Bowie" e un'anticipazione del sound R&B del successivo Young Americans (1975).

### Esecuzioni dal vivo
- La stessa versione pubblicata su singolo e nell'album dal vivo David Live, appare anche nell'album olandese Rock Concert.

## Tracce singolo USA
RCA PB 10105
1. Rock 'n' Roll With Me (testo David Bowie; musica di Bowie & Warren Peace) – 4:15
2. Panic in Detroit (Bowie) – 5:41

## Formazione
- David Bowie: voce
- Earl Slick: chitarra
- Herbie Flowers: basso
- Michael Kamen: tastiere
- Tony Newman: batteria
- David Sanborn: sassofono
- Richard Grando: sax
- Pablo Rosario: cori
- Gui Andrisano: cori
- Warren Peace: cori

## Cover
- Donovan – Pubblicò una cover della canzone come lato A di un singolo (B-side Divine Daze of Deathless Delight,  Epic EPC 2661) nel settembre 1974.
- Scream - Hero: The Main Man Records Tribute to David Bowie (2007)
- Kenny Miller – Singolo (1975)
- I The Killers occasionalmente suonarono un estratto del brano in medley con la loro canzone My List durante le esibizioni dal vivo del 2006.
- Max Lorentz - Kiss You in the Rain - Max Lorentz sings David Bowie (2011)